# Doodle4Google
Doodle4Google(두들4구글)은 여러 국가에서 해마다 열리는 대회로서, 구글이 주관한다. 지역별 구글 홈페이지에 두들을 장식하기 위해 어린이들이 구글 두들을 만들 수 있게 한다.

## 역사
구글은 자사의 홈페이지에 보통은 공휴일에 맞는 로고를 장식한다. 과거에는 봄의 시작, DNA 이해 기념, 레이저 발명과 같은 행사들이 축하되었다. 오리지널 구글 두들은 1998년 세르게이 브린과 로렌스 E. 페이지가 버닝 맨 페스티벌을 참석했을 당시 오피스가 없어 시스템 충돌이 있으면 도움을 줄 수 없던 것을 계기로 1998년 생겨났다.

## 지역별 대회
- 미국 (10개 지역)

### 라틴아메리카
- 멕시코
- 콜롬비아
- 아르헨티나
- 칠레
- 브라질
- 페루
- 온두라스

### 아시아
- 인도
- 필리핀
- 일본
- 파키스탄
- 예멘
- UAE